# 马太福音第2章
马太福音第2章是《新约圣经·马太福音》的第二章。

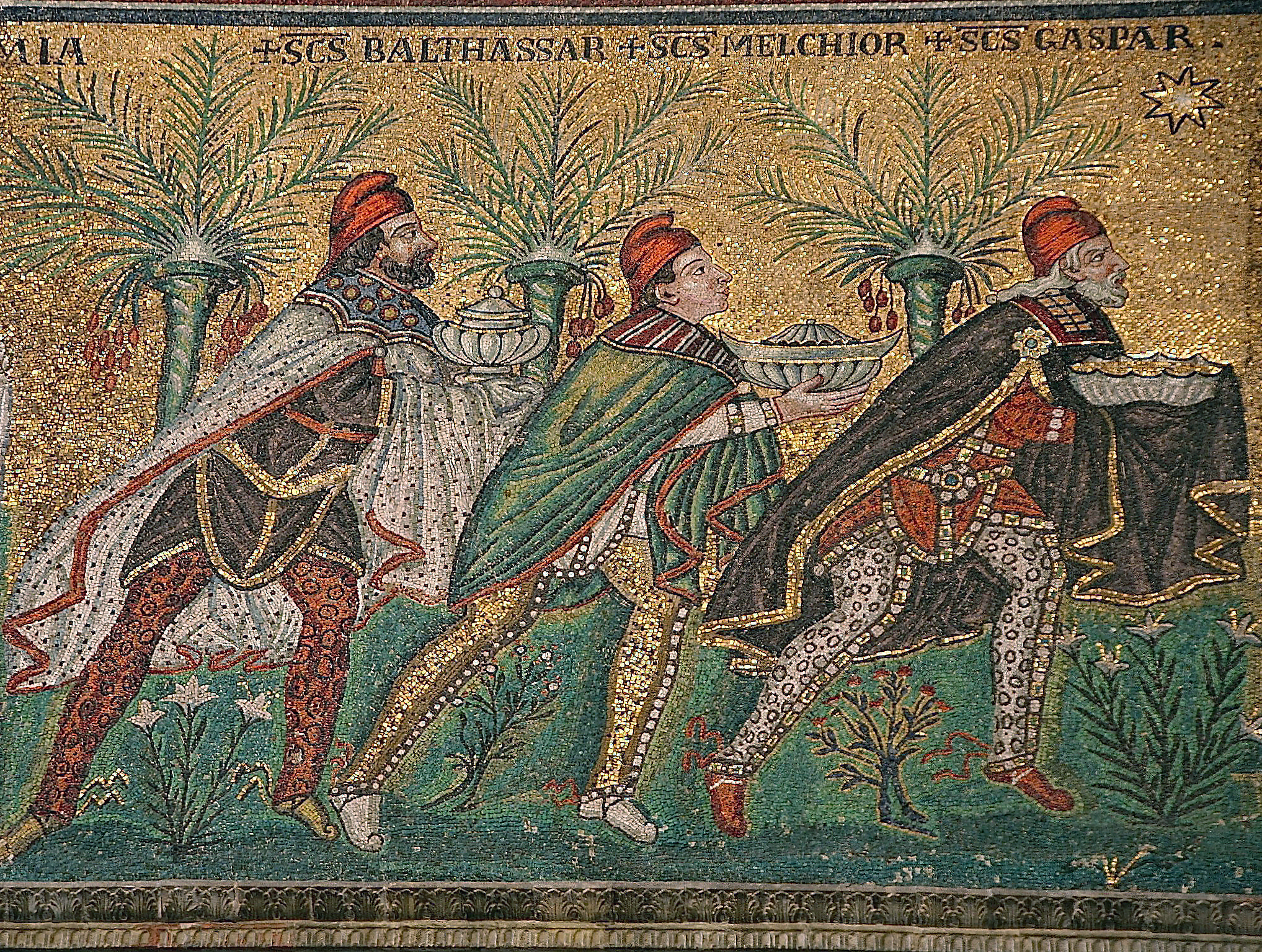
穿着波斯服饰的东方三博士

## 内容
在马太福音2章1～6节，记载在耶稣出生时，东方三博士（东方的星象家）通过研究星象，得知犹太人的王出生，于是从东方来到耶路撒冷。大希律王听见此事，深感不安，于是召集了所有的祭司长和经学家，通过查考圣经上的预言——“犹大地的伯利恒啊！你在犹大的首领中，绝不是最小的，因为有一位掌权者要从你出来，牧养我民以色列。”。，得知要来的弥赛亚将要出生的地点是在犹大的伯利恒。

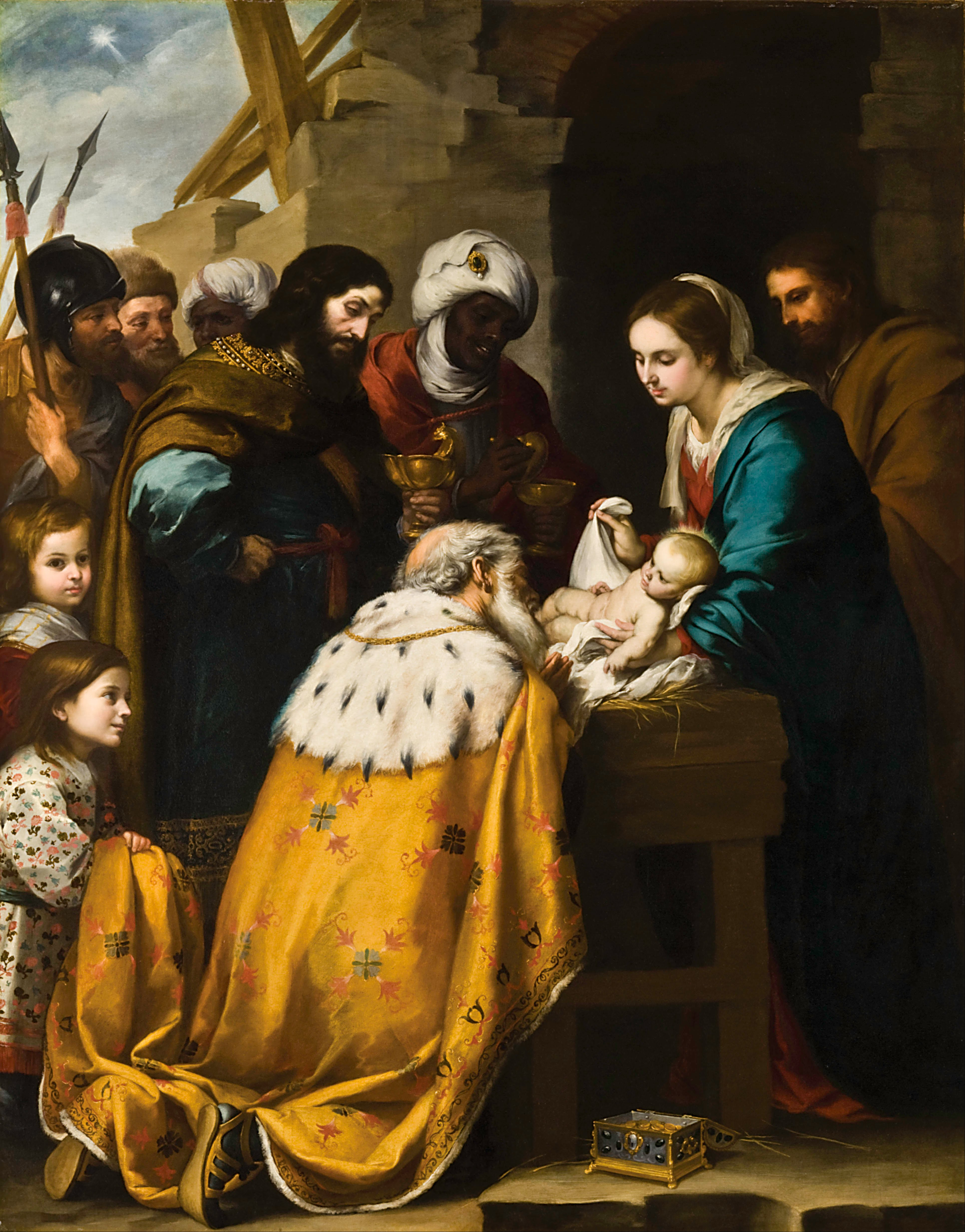
东方三博士朝拜基督

大希律王秘密地召见东方的星象家，请他们往伯利恒去寻找刚出生的婴孩基督，诡称自己也要前去拜祂。星象家再次得到星象的引导，在伯利恒找到基督，俯伏朝拜他和他母亲马利亚，并且献上黄金、乳香和没药为礼物。但是星象家在梦中得到启示，没有回去见希律，而是从别的路回本国去了。 
大希律王遭到星象家的愚弄，恼羞成怒，下令将将伯利恒城里和并四境所有两岁以内的男孩全部杀死。。不过，约瑟和玛利亚此前已经得到天使报信，逃往埃及，直到希律死后，才返回拿撒勒。

## 相关研究

### 东方三博士
東方三博士，又稱東方三賢士、三智者、麦琪（古希腊共通语 magoi）等，波斯原文（Magus）乃占星术士（法师）之义，本是古波斯的拜火教的高级神职人员的头衔名称。因此有人认为，这表示基督教早期受到犹太教的排挤，而不惜拉来异教的拜火教势力来壮势。有人认为三博士的名字是Caspar、Melchior和Balthasar。但是甚至他们所带来的礼物，也是旧约圣经·以赛亚书60章6节预言的应验

公元前7年11月12日18:00-21:30分耶路撒冷南方星空

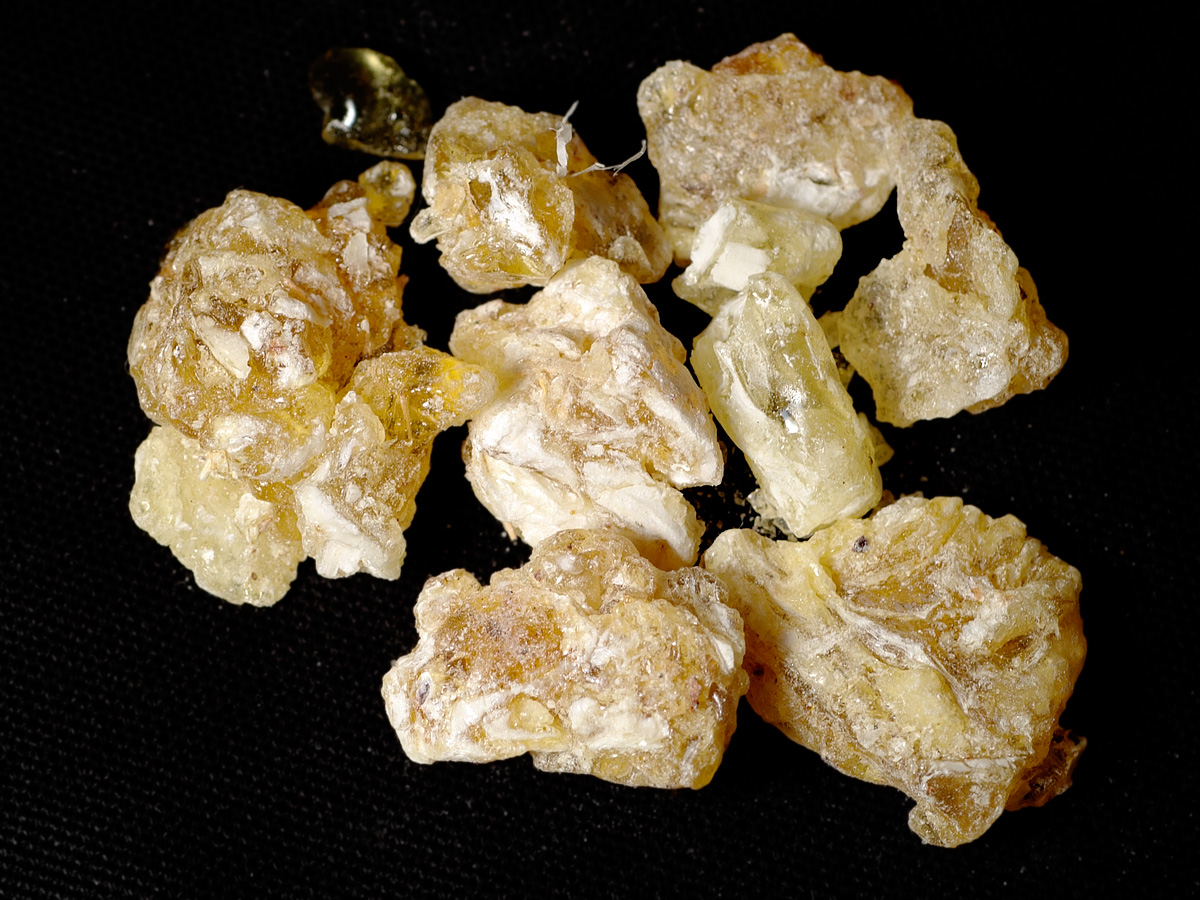
产自也门的乳香

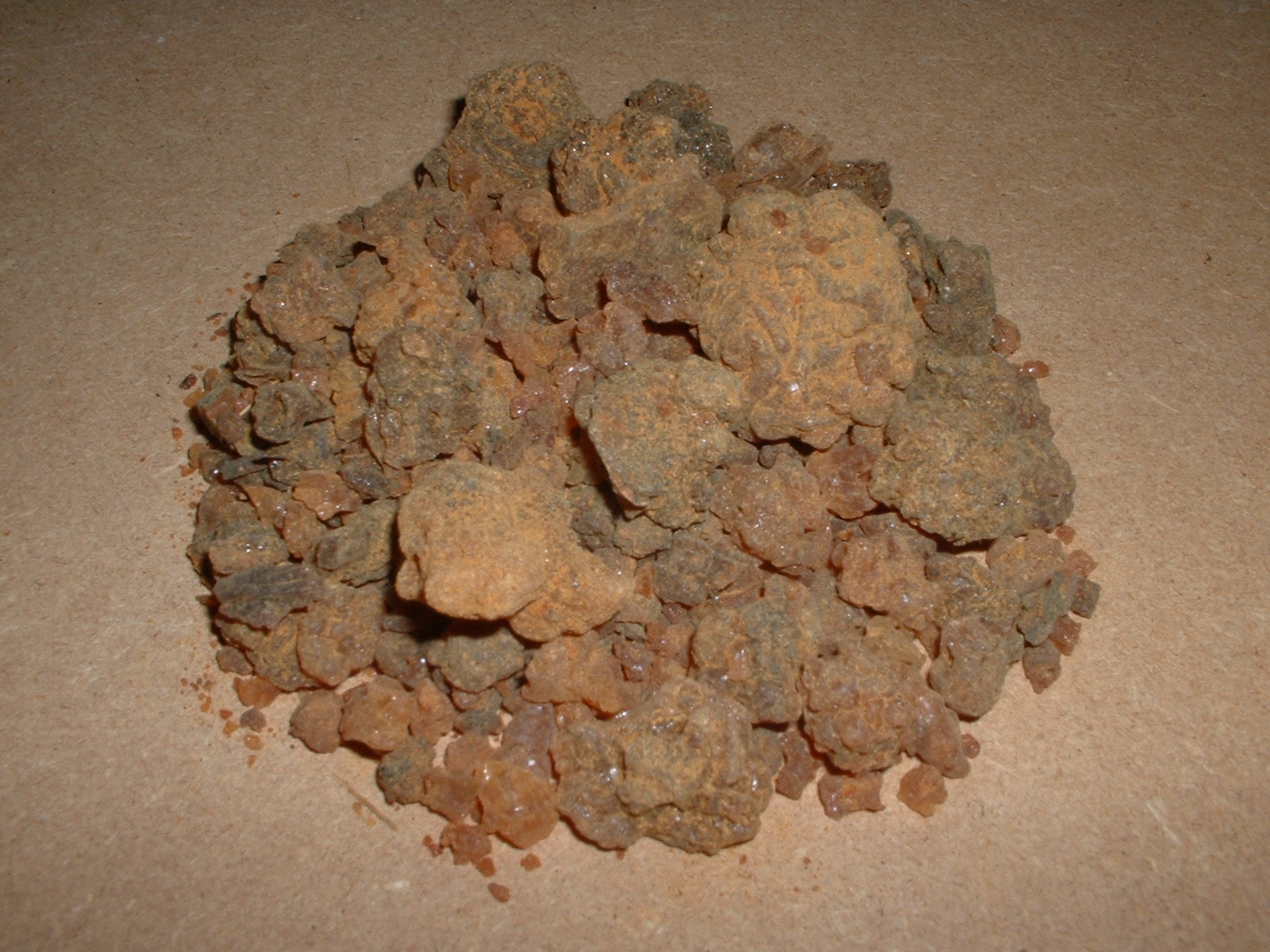
100克没药

### 伯利恒之星
在马太福音中，记载東方三博士是受到星象的指引，来到耶路撒冷，又从耶路撒冷前往伯利恒，寻找到婴孩耶稣。因而这现象被称为伯利恒之星。至迟在约翰内斯·开普勒的时代起，已经有许多人尝试，找出与之相关的天文现象。最经常被提到的是木星和土星在公元前7年汇聚，因此根据这个线索，耶稣应该是出生在公元前4年以前。虽然在传说中星象家来自东方（apo anatolón, απο ανατολων），并且看见东方的星（en te anatole, εν τη ανατολη），但是有些学者认为希腊文词汇anatole更准确的翻译是“早晨升起”，意味着发生了偕日升现象]]。星星恰好在地平线上方，但是被太阳的光辉所掩藏。根据奥地利教授 Konradin Ferrari d'Occhieppo 在1965年到2003年所写的许多书籍，在前7年，木星和土星不只一次地汇聚。天文学家解释“停住”这个词语表示在前7年11月12日，木星和土星在双鱼座（位于西方）倒行并停住，自从854年。根据天文学家的观点，这种极为罕见的天文现象当然相当重要。“停住”是星象家忠实的目击见证，表示这颗星已经停止移动 — 天文学术语（木星从西向东）。“极其欢乐”这个词语表示，无疑旅行已经到了终点：描绘星象家根据星象来到伯利恒，找到了耶稣的出生地点。

### 黄金、乳香、没药
黃金」象徵神性的尊貴榮耀，「乳香」象徵復活的馨香，「沒藥」象徵受死的苦；這三種禮物說出了基督的三個特點：祂是道成肉身，亦即神降世成為人(『黃金』)，為我們罪人捨身受死(『沒藥』)，最終復活高升(『乳香』)。